# Nathan Jacobson
Nathan Jacobson (Varsóvia, 5 de outubro de 1910 — 5 de dezembro de 1999) foi um matemático estadunidense nascido na Polônia.

## Biografia
Nascido Nachman Arbiser em Varsóvia, Jacobson emigrou para a América com sua família em 1918. Ele se formou na Universidade do Alabama em 1930 e recebeu um doutorado em matemática pela Universidade de Princeton em 1934. Enquanto trabalhava em sua tese, Non-commutative polynomials and cyclic algebras, ele foi aconselhado por Joseph Wedderburn.
Jacobson ensinou e pesquisou no Bryn Mawr College (1935–1936), na Universidade de Chicago (1936–1937), na Universidade da Carolina do Norte em Chapel Hill (1937–1943) e na Universidade Johns Hopkins (1943–1947) antes de ingressar em Universidade Yale em 1947. Ele permaneceu em Yale até sua aposentadoria.
Ele era membro da National Academy of Sciences e da American Academy of Arts and Sciences. Ele serviu como presidente da American Mathematical Society de 1971 a 1973, e foi agraciado com sua mais alta honraria, o prêmio Leroy P. Steele pelo conjunto de sua obra, em 1998. Ele também foi vice-presidente da International Mathematical Union em 1972 a 1974.

## Obras selecionadas

### Livros
- Collected Mathematical Papers, 3 vols., 1989
- The theory of Rings. 1943[4]
- Lectures in Abstract Algebra.[5][6][7]  3 vols., Van Nostrand 1951, 1953, 1964, Reprint by Springer 1975 (Vol.1 Basic concepts, Vol.2 Linear Algebra, Vol.3 Theory of fields and Galois theory)
- Structure of Rings. AMS 1956[8]
- Lie Algebras. Interscience 1962[9]
- Structure and Representations of Jordan Algebras. AMS 1968[10]
- Exceptional Lie Algebras. Dekker 1971
- Basic Algebra. Freeman, San Francisco 1974, Vol. 1; 1980, Vol. 2; 2nd edition, Vol. 1. [S.l.: s.n.] 1985 2nd edition, Vol. 2. [S.l.: s.n.] 1989
- PI-Algebras. An Introduction. Springer 1975
- Finite-dimensional division algebras over fields 1996

### Artigos
- «Abstract derivation and Lie algebras». Trans. Amer. Math. Soc. 42: 206–224. 1937. MR 1501922. doi:10.1090/s0002-9947-1937-1501922-7
- «p-algebras of exponent p». Bull. Amer. Math. Soc. 43: 667–670. 1937. MR 1563614. doi:10.1090/s0002-9904-1937-06621-3
- «An application of E. H. Moore's determinant of a hermitian matrix». Bull. Amer. Math. Soc. 45: 745–748. 1939. MR 0000219. doi:10.1090/s0002-9904-1939-07072-9
- «A note on hermitian forms». Bull. Amer. Math. Soc. 46: 264–268. 1940. MR 0001957. doi:10.1090/s0002-9904-1940-07187-3
- «Restricted Lie algebras of characteristic p». Trans. Amer. Math. Soc. 50: 15–25. 1941. MR 0005118. doi:10.1090/s0002-9947-1941-0005118-0
- «Schur's theorem on commutative algebras». Bull. Amer. Math. Soc. 50: 431–436. 1944. MR 0010540. doi:10.1090/s0002-9904-1944-08169-x
- «The equation {\displaystyle x'\equiv xd-dx=b}». Bull. Amer. Math. Soc. 50: 902–905. 1944. MR 0011290. doi:10.1090/s0002-9904-1944-08260-8
- «Structure theory of simple rings without finiteness assumptions». Trans. Amer. Math. Soc. 57: 228–245. 1945. MR 0011680. doi:10.1090/s0002-9947-1945-0011680-8
- «The radical and semi-simplicity for arbitrary rings». Amer. J. Math. 67: 300–322. 1945. MR 0012271. doi:10.2307/2371731
- «Structure theory for algebras of bounded degree». Ann. Math. 46: 695–707. 1945. MR 0014083. doi:10.2307/1969205
- «A topology for the set of primitive ideals in an arbitrary ring». Proc Natl Acad Sci U S A. 31: 333–338. 1945. PMC 1078836. PMID 16588704. doi:10.1073/pnas.31.10.333
- «The center of a Jordan ring». Bull. Amer. Math. Soc. 54: 316–322. 1948. MR 0024422. doi:10.1090/s0002-9904-1948-08993-5
- com F. D. Jacobson: «Classification and representation of semi-simple Jordan algebras». Trans. Amer. Math. Soc. 65: 141–169. 1949. MR 0029367. doi:10.1090/s0002-9947-1949-0029367-8
- «Lie and Jordan triple systems». Amer. J. Math. 71: 149–170. 1949. MR 0028305. doi:10.2307/2372102
- com C. E. Rickart: «Jordan homomorphisms of rings». Trans. Amer. Math. Soc. 69: 479–502. 1950. MR 0038335. doi:10.1090/s0002-9947-1950-0038335-x
- «Some remarks on one-sided inverses». Proc. Amer. Math. Soc. 1: 352–355. 1950. MR 0036223. doi:10.1090/s0002-9939-1950-0036223-1
- «General representation theory of Jordan algebras». Trans. Amer. Math. Soc. 70: 509–530. 1951. MR 0041118. doi:10.1090/s0002-9947-1951-0041118-9
- «Completely reducible Lie algebras of linear transformations». Proc. Amer. Math. Soc. 2: 105–113. 1951. MR 0049882. doi:10.1090/s0002-9939-1951-0049882-5
- com C. E. Rickart: «Homomorphisms of Jordan rings of self-adjoint elements». Amer. Math. Soc. 72: 310–322. 1952. MR 0046346. doi:10.1090/s0002-9947-1952-0046346-5
- «Operator commutativity in Jordan algebras». Proc. Amer. Math. Soc. 3: 973–976. 1952. MR 0051828. doi:10.1090/s0002-9939-1952-0051828-1
- «A note on automorphisms and derivations of Lie algebras». Proc. Amer. Math. Soc. 6: 281–283. 1955. MR 0068532. doi:10.1090/s0002-9939-1955-0068532-9
- «Commutative restricted Lie algebras». Proc. Amer. Math. Soc. 6: 476–481. 1955. MR 0071721. doi:10.1090/s0002-9939-1955-0071721-0